# Allemagne au Concours Eurovision de la chanson 2019
L'Allemagne est l'un des quarante et un pays participants du Concours Eurovision de la chanson 2019, qui se déroule à Tel-Aviv en Israël. Le pays était représenté par le duo S!sters et sa chanson Sister, sélectionnées via l'émission Unser Lied für Israel. Lors de la finale, le pays se classe en 25e place, recevant 24 points, tous provenant des jurys professionnels, le pays n'ayant pas reçu de points de la part des spectateurs.

## Sélection
Le diffuseur NDR a confirmé la participation allemande le 19 mai 2018, confirmant par la même occasion la tenue d'une sélection télévisée pour le choix de son représentant.

### Format
La sélection voit sept artistes participer lors d'une unique soirée. Le représentant de l'Allemagne est désigné via un vote composé pour un tiers d'un jury d'experts internationaux — ayant tous déjà été jurys pour l'Eurovision —, pour un tiers d'un jury de 100 personnes recrutées dans le but de refléter le vote d'une audience européenne — le « panel Eurovision » — et du télévote allemand pour le dernier tiers.

### Émission
| Ordre | Artiste            | Chanson                  | Panel Eurovision | Panel Eurovision | Jury international | Jury international | Télévote | Télévote | Total | Place |
| Ordre | Artiste            | Chanson                  | Total            | Points           | Total              | Points             | Voix     | Points   | Total | Place |
| ----- | ------------------ | ------------------------ | ---------------- | ---------------- | ------------------ | ------------------ | -------- | -------- | ----- | ----- |
| 1     | Gregor Hägele      | Let Me Go                | 592              | 5                | 100                | 4                  | 26,053   | 5        | 14    | 6e    |
| 2     | Aly Ryan           | Wear Your Love           | 991              | 12               | 125                | 6                  | 39,503   | 7        | 25    | 4e    |
| 3     | Makeda             | The Day I Loved You Most | 840              | 10               | 186                | 10                 | 39,480   | 6        | 26    | 2e    |
| 4     | BB Thomaz          | Demons                   | 566              | 4                | 117                | 5                  | 20,697   | 4        | 13    | 7e    |
| 5     | Lilly Among Clouds | Surprise                 | 789              | 8                | 158                | 7                  | 83,677   | 10       | 25    | 3e    |
| 6     | Linus Bruhn        | Our City                 | 782              | 7                | 167                | 8                  | 71,490   | 8        | 23    | 5e    |
| 7     | S!sters            | Sister                   | 640              | 6                | 187                | 12                 | 93,413   | 12       | 30    | 1res  |

| Détail du vote des jurys internationaux | Détail du vote des jurys internationaux | Détail du vote des jurys internationaux | Détail du vote des jurys internationaux | Détail du vote des jurys internationaux | Détail du vote des jurys internationaux | Détail du vote des jurys internationaux | Détail du vote des jurys internationaux | Détail du vote des jurys internationaux | Détail du vote des jurys internationaux | Détail du vote des jurys internationaux | Détail du vote des jurys internationaux | Détail du vote des jurys internationaux | Détail du vote des jurys internationaux | Détail du vote des jurys internationaux | Détail du vote des jurys internationaux | Détail du vote des jurys internationaux | Détail du vote des jurys internationaux | Détail du vote des jurys internationaux | Détail du vote des jurys internationaux | Détail du vote des jurys internationaux | Détail du vote des jurys internationaux | Détail du vote des jurys internationaux | Détail du vote des jurys internationaux |
| Ordre                                   | Artiste                                 | Chanson                                 | NLD                                     | ESP                                     | GBR                                     | ITA                                     | BLR                                     | ISL                                     | CYP                                     | LTU                                     | HUN                                     | GRC                                     | NOR                                     | CZE                                     | AUT                                     | SVN                                     | SWE                                     | ROU                                     | FRA                                     | FIN                                     | POL                                     | DEU                                     | Total                                   |
| --------------------------------------- | --------------------------------------- | --------------------------------------- | --------------------------------------- | --------------------------------------- | --------------------------------------- | --------------------------------------- | --------------------------------------- | --------------------------------------- | --------------------------------------- | --------------------------------------- | --------------------------------------- | --------------------------------------- | --------------------------------------- | --------------------------------------- | --------------------------------------- | --------------------------------------- | --------------------------------------- | --------------------------------------- | --------------------------------------- | --------------------------------------- | --------------------------------------- | --------------------------------------- | --------------------------------------- |
| 1                                       | Gregor Hägele                           | Let Me Go                               | 4                                       | 4                                       | 4                                       | 7                                       | 4                                       | 7                                       | 6                                       | 5                                       | 4                                       | 6                                       | 6                                       | 7                                       | 4                                       | 4                                       | 6                                       | 5                                       | 5                                       | 4                                       | 4                                       | 4                                       | 100                                     |
| 2                                       | Aly Ryan                                | Wear Your Love                          | 7                                       | 8                                       | 8                                       | 6                                       | 7                                       | 4                                       | 5                                       | 4                                       | 5                                       | 7                                       | 8                                       | 6                                       | 8                                       | 5                                       | 8                                       | 4                                       | 4                                       | 10                                      | 5                                       | 6                                       | 125                                     |
| 3                                       | Makeda                                  | The Day I Loved You Most                | 8                                       | 10                                      | 12                                      | 10                                      | 10                                      | 12                                      | 12                                      | 7                                       | 6                                       | 12                                      | 12                                      | 10                                      | 10                                      | 8                                       | 7                                       | 12                                      | 6                                       | 7                                       | 8                                       | 7                                       | 186                                     |
| 4                                       | BB Thomaz                               | Demons                                  | 5                                       | 5                                       | 5                                       | 4                                       | 6                                       | 5                                       | 4                                       | 6                                       | 7                                       | 10                                      | 4                                       | 5                                       | 6                                       | 10                                      | 4                                       | 8                                       | 7                                       | 5                                       | 6                                       | 5                                       | 117                                     |
| 5                                       | Lilly Among Clouds                      | Surprise                                | 6                                       | 6                                       | 6                                       | 12                                      | 12                                      | 6                                       | 8                                       | 8                                       | 10                                      | 4                                       | 5                                       | 4                                       | 7                                       | 12                                      | 12                                      | 7                                       | 10                                      | 8                                       | 7                                       | 8                                       | 158                                     |
| 6                                       | Linus Bruhn                             | Our City                                | 12                                      | 12                                      | 7                                       | 8                                       | 8                                       | 10                                      | 10                                      | 12                                      | 8                                       | 8                                       | 7                                       | 8                                       | 5                                       | 7                                       | 5                                       | 6                                       | 8                                       | 6                                       | 10                                      | 10                                      | 167                                     |
| 7                                       | S!sters                                 | Sister                                  | 10                                      | 7                                       | 10                                      | 5                                       | 5                                       | 8                                       | 7                                       | 10                                      | 12                                      | 5                                       | 10                                      | 12                                      | 12                                      | 6                                       | 10                                      | 10                                      | 12                                      | 12                                      | 12                                      | 12                                      | 187                                     |

La finale se conclut par la victoire du duo S!sters avec leur chanson Sister qui représenteront donc l'Allemagne à l'Eurovision 2019.

## À l'Eurovision
En tant que membre du Big Five, l'Allemagne est qualifiée d'office pour la finale du Concours, le 18 mai 2019. Lors de la finale, le pays sera classé 21e par les jurys professionnels, avec 24 points. Le télévote classe l'Allemagne en 26e et dernière place en ne lui donnant aucun point. L'Allemagne termine finalement 25e.